# Kantar
Kantar från arabiskan قنطار (även cantaro eller centinjaro), är ett gammalt viktmått av skiftande storlek. 149.76 och 143.8 kg 
I Genua 47,65 kilo, i Neapel kantaro piccolo 32,076 kilo och kantaro grosso 89,1 kilo, på Malta 79.375 kilo, i Egypten 44,906 kilo och i Turkiet 56,45 kilo.